# Julija Łapszynowa
Julija Łapszynowa (ukr. Юлія Лапшинова; ur. 30 marca 1981 w Nowowołyńsku) – ukraińska koszykarka, występująca na pozycji rozgrywającej, reprezentantka kraju.

## Osiągnięcia
Stan na 21 marca 2023, na podstawie, o ile nie zaznaczono inaczej.

### Drużynowe
- Mistrzyni Ukrainy (2007)
- Wicemistrzyni:
  - Kazachstanu (2008)
  - ukraińskiej ligi UPBL (2009)
- Uczestniczka międzynarodowych rozgrywek Eurocup (2005–2007)

### Reprezentacja

#### Seniorów
- Uczestniczka:
  - mistrzostw Europy (2003 – 11. miejsce)
  - kwalifikacji do Eurobasketu (2005, 2007, 2011)

#### Młodzieżowe
- Uczestniczka kwalifikacji do mistrzostw Europy:
  - U–20 (2000)
  - U–18 (1998)